# 广州鹤洞大桥撞船事故
广州鹤洞大桥撞船事故是中国广州市珠江鹤洞大桥水域发生的撞船事故，共造成8人遇难、26人获救。
2007年11月23日上午9时35分（UTC+8时）广州市珠江后航道鹤洞大桥水域，从白蚬壳码头驶往白鹤洞码头的过江渡轮“穗轮218”与编号为“南岐机123”的运沙船相撞。渡轮被撞后倾侧沉没，船上31名乘客和3名船员全部落水，后被救起26人。渡轮于当晚12时被打捞出水，船上发现5具尸体，另陆续于江中发现3具失踪者的尸体。经调查表明，事故的主因是两船疏忽瞭望造成。